# Rinaca boisduvalii
Rinaca boisduvalii is een vlinder uit de familie nachtpauwogen (Saturniidae), onderfamilie Saturniinae.
De wetenschappelijke naam van de soort is voor het eerst geldig gepubliceerd door Eversmann in 1846.